# Beeley
Beeley – wieś w Anglii, w hrabstwie Derbyshire, w dystrykcie Derbyshire Dales. Leży nad rzeką Derwent, w granicach Parku Narodowego Peak District, 33 km na północ od miasta Derby i 214 km na północny zachód od Londynu.
Nieopodal znajduje się rezydencja arystokratyczna Chatsworth House.